# Бои за Широкино
Бои за Широкино — эпизод вооружённого конфликта на востоке Украины в селе Широкино и его окрестностях.
Борьба за населённый пункт велась с сентября 2014 года и в её ходе Широкино неоднократно переходило из рук в руки. В феврале 2015 года село стало основной целью «Павлополь-Широкинской наступательной операции» украинской армии.
В результате многомесячных боевых действий в середине 2015 года последние мирные жители покинули Широкино, большинство зданий и сооружений на территории села были полностью разрушены.

## 2014 год. Первые бои
Украинские военные считали Широкино одним из стратегических пунктов на пути возможного наступления на Мариуполь, поэтому уже в июле — августе 2014 года на западной окраине села началось возведение фортификационных сооружений, в том числе с применением слябов.
К началу сентября украинские военные, предположительно из батальонов «Азов» и «Хортица» занимали позиции на западной окраине Широкино («Широкинские высоты»). Передовые позиции сил ДНР находились в 2 км восточнее села. Основные силы ДНР располагались в районе сёл Безыменное и Саханка, позиции артиллерии — на территории пансионата «Утёс» (к западу от Безыменного). Само Широкино не контролировалось ни украинскими силами, ни сепаратистами . При этом территория между Широкино и Мариуполем украинскими силами контролировалась слабо и фактическая линия обороны Мариуполя проходила по его восточным окраинам.
4 сентября вооружённые формирования сепаратистов со стороны российско-украинской границы нанесли артиллерийский удар по украинским позициям и при поддержке танков перешли в наступление. Эта атака была отбита, но после артобстрела украинские подразделения понесли потери ранеными и отошли со своих позиций. 5 сентября бойцы «Азова» вернулись на свои позиции, в ответ сепаратисты предприняли новую попытку штурма, которая была отбита.
Согласно подписанному в этот же день «Первому Минскому соглашению», в 18:00 должно было начаться перемирие. Согласно Меморандуму от 19 сентября Широкино попало в 30-километровую зону безопасности, из которой должно было быть выведено всё тяжёлое вооружение. Село получало «нейтральный статус», однако, как минимум с сентября 2014 года по февраль 2015 года в Широкино располагались немногочисленные группы сепаратистов, которые заняли дома на восточной окраине села. Со слов местных жителей, в октябре-ноябре в село заходила бронетехника сил ДНР.

## Широкинская операция и эвакуация населения
24 января 2015 года глава ДНР Александр Захарченко публично объявил о начале наступления на Мариуполь. В тот же день обстрелам реактивной артиллерией подверглись позиции украинских военных и жилой микрорайон «Восточный». По данным СММ ОБСЕ, атака была проведена с северо-восточного направления с территории, контролируемой ДНР.
В начале февраля вся территория между восточной окраиной Мариуполя и Саханкой представляла собой «серую зону» и не контролировалась ни одной из сторон конфликта. 5 февраля в СМИ появились сведения о боевом столкновении в Широкино: разведывательная группа ВСУ вошла в село и наткнулась там на позиции ДНР. В результате боя двое украинских бойцов погибли и трое были ранены.
10 февраля началась «Широкинская операция» («Павлополь-Широкинская наступательная операция») украинских сил. По информации полка «Азов», в её ходе предполагалось выполнить две цели: отвлечь силы ДНР от Дебальцева и обезопасить Мариуполь от обстрелов.
В начале операции подразделения национальной гвардии «Азов» (ему была отведена главная роль в операции), «Восточный корпус», «Берда», «Сокол», «Скиф», «Донбасс»  заняли Павлополь, Пищевик, Коминтерново (Пикузы) и Широкино. Вторая рота полка «Азов» проводила зачистку Широкино, а основная часть украинских военных вела бой с силами ДНР к востоку от села.
Предположительно, украинские подразделения должны были продвигаться дальше в сторону российско-украинской границы, однако в связи с общей оперативной обстановкой и контрнаступлением формирований ДНР наступление было остановлено. Во время дальнейших боев бойцы «Азова» закрепились в Широкино и Лебединском; Коминтерново и Павлополь перешли под контроль сил ДНР. Последний украинские военные вернули под свой контроль уже в декабре 2015 года.
В тот же день с территории, контролируемой ДНР (согласно данным СММ ОБСЕ), был произведён обстрел Краматорска. Предположительно это было связано с Широкинской операцией — сепаратисты пытались уничтожить штаб АТО на территории краматорского аэропорта.
13 февраля силы ДНР перешли в контрнаступление на Широкино и Чермалык и два дня (13 и 14 февраля) стали самыми напряжёнными в ходе Широкинской операции.
15 февраля, в сроки, согласованные на переговорах в Минске 12 февраля, активная фаза Широкинской операции была прекращена. Обе стороны перешли к интенсивным позиционным боям.
В эти дни, с 11 по 15 февраля, украинские военные провели эвакуацию местных жителей. Большая часть мирного населения была вывезена, незначительная часть (предположительно 30—35 человек) пожелала остаться в селе. 4 июня, со слов военных ДНР, последние жители были ими эвакуированы. Однако 9 июня СММ ОБСЕ приняла телефонный звонок, в котором человек, представившийся широкинцем, сообщил о 13 оставшихся в селе жителях.

## Последующие события
С 15 февраля 2015 года Широкино было разделено на две части: украинские силы располагались на господствующих высотах и в бывших оздоровительных центрах в западной части села, подразделения сепаратистов — в частных домах в восточной части села.
В конце июня 2015 года в ходе пешего патрулирования села Широкино наблюдателями СММ ОБСЕ было подтверждено, что всё гражданское население покинуло село. По словам представителей ДНР, последние мирные жители уехали 15 июня.
В феврале 2016 года сепаратистские формирования ДНР покинули Широкино и отошли на заранее подготовленные позиции в 2 км к востоку. Предположительно, это было обусловлено отсутствием стратегической необходимости обороны села и разрушением позиций в восточной его части, из-за чего сепаратисты несли потери в личном составе. В то же время представители ДНР с июня 2015 года делали заявления о выходе вооружённых формирований республики из этого населённого пункта, квалифицируя это как «выполнение Минских договорённостей».
Хотя Широкино перешло под полный контроль украинских сил, боевые действия в его окрестностях продолжались и в последующие годы.

## Использование несовершеннолетних в вооружённом конфликте
9 июня 2015 года при посещении мониторинговой миссией ОБСЕ села Широкино она обнаружила на КПП ДНР «молодых вооружённых ребят и девушек». Некоторые ребята, по оценкам СММ, были «несовершеннолетними».
Правозащитная организация «Восточноукраинский центр общественных инициатив» установила, что в районе Широкино в качестве снайпера в подразделении ДНР воевала несовершеннолетняя Анастасия Макогон. Кроме этого, подтверждением использования ДНР в военных действиях несовершеннолетних стал приговор Красноармейского горрайонного суда Донецкой области от 20 апреля 2016 в отношении несовершеннолетнего мальчика, который в середине 2014 года в составе «Первой славянской бригады» с оружием в руках нёс дежурство на блокпосту в Широкино.

## Потери
По данным правозащитной организации «Восточноукраинский центр общественных инициатив», с сентября 2014 по январь 2020 года в Широкино погибло не менее 58 украинских военных, в том числе не менее 15 военнослужащих полка «Азов». Со стороны сепаратистов погибло не менее 80 человек. В отношении 40 из них удалось установить фамилии, 12 из них с высокой степенью вероятности были гражданами Российской Федерации. Среди гражданского населения погибло не менее 12 человек и было ранено не менее 24 человек.